# پراش الکترون

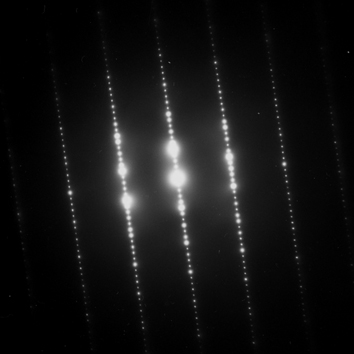
نمایی از یک الگوی پراش الکترون معمولی در پرتوهای الکترونی همسو (TEM)

پراش الکترون نخستین بار در سال ۱۹۲۷ میلادی توسط دیوسون و گرمر طی مشاهدات آزمایشگاهی به عمل آمد. این دو دریافتند که در پراکندگی الکترون‌ها از سطح یک کریستال، در راستاهای به خصوصی پراکندگی بیشتری وجود دارد.
تا اوایل قرن بیستم، دوگانگی موجی - ذره‌ای امواج الکترومغناطیس کامل مشخص شده بود. در نظریه کوانتومی، تابش الکترومغناطیسی شامل فوتون‌هایی است که انرژی هریک با E = hν بیان می‌شود.
همچنین یک فوتون را می‌توان به عنوان یک ذره با جرم سکون صفر، که با سرعت c در حرکت است، در نظر گرفت که بزرگی اندازه حرکت خطی برابر است با: P = h / λ
در این رابط h=۶٫۶۲۵ × 10−34Js ثابت پلانک می‌باشد.
در سال ۱۹۲۴ لویی دوبروی (Louis de Broglie) حدس زد که یک ذره مادی، به خاطر تقارن طبیعت، باید خواص موجی را نیز به خوبی نشان دهد. علاوه بر این، او فرض کرد که معادلات بالا باید مشخصه‌های موجی ذرات مادی مانند الکترون را نیز به دست دهند.
دوبروی با الهام از مقایسه اصل فرما در اپتیک و اصل کمترین عمل در مکانیک، بر آن شد که پیشنهاد کند طبیعت دوگانه موجی _ ذره ای تابش باید قرین‌ هایی در طبیعت دوگانه ذره ای _ موجی ماده داشته باشد (دوگانگی موج و ذره) بنابراین ذرات باید تحت شرایطی خاص، خصوصیت موجی داشته باشند. همچنین دوبروی عبارتی برای طول موج منسوب به ذره پیشنهاد کرد که این طول موج با اندازه حرکت ذره نسبت مستقیم دارد و به وسیله ثابت پلانک این رابطه تناسب به تساوی تبدیل می‌شود: λ =h / p
نکته جالب توجه در عبارت فوق این است که سمت چپ عبارت فوق خصوصیت موجی را بیان می‌کند، در صورتی که طرف راست نشانگر خصوصیات ذره ای است و ثابت پلانک به عنوان یک واسطه این دو خصوصیت غیر همجنس را به هم ربط می‌دهد. کار دوبروی توجه زیادی را جلب کرد و افراد زیادی پیشنهاد کردند که تحقیق درستی این رابطه را می‌توان با مشاهده پراش الکترون انجام داد.مشاهدات دانشمندان و توضیح پراش الکترونی:
در سال ۱۹۲۷ با انجام آزمایش‌های پراش الکترون توسط دیویسون ,(C. Davisson) گرمر (L. H. Germer) و تامسون (J. J. Thomson) رابطه دوبروی تأیید شد. آن‌ها باریکه‌ای از الکترون‌ها با انرژی مناسب را بر روی نمونه‌های کریستال یا پلی کریستال تاباندند . نقاط یا دایره های روشنی بر روی صفحه فلورسنت واقع در اطراف نمونه مشاهده یا چندین بیشینه توسط آشکارساز چرخان واقع در زوایای خاص ثبت کردند.
الگوی تداخلی پراکندگی الکترون را که توسط دیویسون و گرومر مشاهده شده‌است، می‌توان با ترسیم شماتیکی هندسه پراکندگی الکترون و محاسبه طول موج امواجی که با هم تداخل سازنده انجام می‌دهند و با بکار بردن رابطه دوبروی به صورت عملی استفاده نمود.
در این حالت فرض می‌کنیم که صفحات موازی داخل بلور به فاصله d از یکدیگر قرار گرفته‌اند؛ بنابراین موجی را در نظر می‌گیریم که تحت زاویه ө نسبت به صفحه اول بر سطح آن فرود آید. قسمتی از این موج پراکنده شده و قسمت دیگری از آن عبور می‌کند. این قسمت عبور کرده، دوباره از صفحه دوم پراکنده می‌شود.
شکل زیر امواج بازتابیده از صفحات بلور را نشان می‌دهد. پرتوی ورودی با زاویه ө به سطح نمونه تابیده می‌شود. شرط تداخل سازنده دو پرتوی بازتابیده از صفحات متوالی این است که اختلاف راه دو پرتو، مضرب صحیحی از طول موج باشد. به این ترتیب رابطه براگ به دست می‌آید: 2d sin ө =nλ دراین رابطه d ثابت شبکه کریستال و n تعداد مرتبهٔ پراش است.
از طرح پراش می‌توان تقارن‌های شبکه کریستالی و ثابت‌های شبکه را به دست آورد. با توجه به شکل مقابل، با دانستن فاصله نمونه از صفحه فلئورسنت(L) و پتانسیل اعمال شده(V) و اندازه‌گیری R و همچنین شعاع دوایر روشن مربوط به بازتاب از نمونه پلی کریستال (r) می‌توان زاویه θ وثابت شبکه d را از روابط زیر بدست آورد.

### پراش الکترون راهگشای آزمایش‌های دیگر
بعد از اینکه آزمایش پراش الکترون با موفقیت انجام شد، آزمایش پراش ذرات با باریکه‌های مولکولی هیدروژن و هلیم و با نوترون آهسته که بر خلاف ذرات دیگر بدون بار است، انجام گرفت. پراش نوترون به ویژه در مطالعه ساختاری بلوری مفید است. لازم است ذکر شود که برای انجام پراش باید حدود تقریبی انرژی ذرات با فواصل بلوری که از مرتبه آنگستروم است، قابل مقایسه باشد و به همین دلیل در عبارت بالا از اصطلاح نوترون آهسته را استفاده کردیم.

## دلیل مشاهده نکردن پراش الکترون در ابعاد ماکروسکوپی
در مقیاس ماکروسکوپی، مشاهده جنبه‌های موجی ذرات از توانایی ما خارج است. به عنوان مثال، در مورد قطرهای به اندازه۰٫۱ میلی‌متر که با سرعت ۱۰ سانتیمتر بر ثانیه حرکت می‌کند، طول موج دوبروی در حدود
λ   = ۱٫۶ * 10 −22 سانتی‌متر خواهد بود؛ بنابراین، در مورد الکترون نباید انتظار داشته باشیم که در ابعاد ماکروسکوپی بتوانیم آثار پراش را مشاهده کنیم، به همین علت از ساختار بلوری که فاصله یون‌ها قابل مقایسه با طول موج دوبروی منسوب به الکترون است، استفاده می‌کنیم.پراش الکترون‌های کم انرژی (LEED):

## مقدمه
در مقایسه با اشعه ایکس که برای آنالیز نمونه‌های بالک (توده‌ای) مورد استفاده قرار می‌گیرد، الکترون‌های کم انرژی برای آنالیز ساختار سطح مواد رسانا و نیم رسانا استفاده می‌شود. دلیل این موضوع این است که اولامسیر آزاد میانگین برای چنین الکترون‌های با انرژی پایین، کوچک است و ثانیاً طول موج دوبروی الکترون λ = h / p در حد فواصل موجود در بلور است؛ بنابراین وقوع پدیده پراش با استفاده از این الکترون‌های کم انرژی قابل پیش‌بینی است.
اولین آزمایش LEED از نمونه‌های نیکل تک کریستالی، توسط دیویسون وگرمر در سال ۱۹۲۷ انجام شد. با این وجود مشخصه یابی ساختار به صورت کمی، با استفاده از الکترون‌ها به جای اشعه ایکس مشکلتی را موجب می‌شود، برای مثال برهم کنش الکترون‌ها با جامد خیلی شدیدتر از برهمکنش اشعه ایکس با آن است.بررسی پراش الکترون‌های کم انرژی:

## بررسی کیفی
در این روش از الگوی پراش موجود، اطلاعاتی در مورد تناوب و تقارن سطح به دست می‌آید.

## بررسی کمی
که در آن شدت پرتوهای پراش یافته به صورت تابعی از انرژی پرتو الکترونی فرودی ثبت می‌شوند.
منحنی به دست آمده، منحنی جریان_ولتاژ (I-V) نامیده می‌شود. از مقایسه این منحنی با منحنی جریان_ولتاژ حاصل از تئوری، اطلعات دقیقی مانند موقعیت‌های اتم‌ها به دست می‌آید.مبانی LEED:
بر طبق دوگانگی ذره-موج دوبروی، باریکه الکترون‌ها را می‌توان به صورت امواج الکترونی در نظر گرفت که به‌طور عمودی به نمونه برخورد می‌کند. این امواج توسط نواحی با چگالی بالای الکترون جایگزیده، یا همان اتم‌های سطحی پراکنده خواهند شد؛ بنابراین می‌توان این نواحی را به صورت نقاطی که امواج را پراکنده می-کند، در نظر گرفت.
طول موج الکترون بر طبق رابطه دوبروی برابر است با: λ = h / p
که در آن p اندازه حرکت الکترون است و به صورت زیر تعریف می‌شود:
P=m.v=(2mEk)1/2=(2m.e.V)1/2 
که در آن:
m :جرم الکترون بر حسب کیلوگرم
k :انرژی جنبشی
v :سرعت بر حسب متر بر ثانیه
e :بار الکترون
V :ولتاژ شتاب‌دهنده
لذا طول موج برابر می‌شود با: λ  = h / (2 m. e. V) 1/2 
که در آن h، ثابت پلنک می‌باشد و مقدار آن برابر است با: (h     = ۶٫۶۲۶ * 10-34  (m2 k g / s

## بررسی کیفی LEED
ساده‌ترین حالت ممکنی که می‌توان در نظر گرفت این است که در آن یک پرتو الکترونی به زنجیری یک بعدی از اتم‌ها با فواصل اتمی a به صورت عمود برخورد می‌کند.
از آنجا که اختلف راه نوری دو پرتو خروجی مجاور برابر aSinθ است، (a، ثابت شبکه)تداخل سازنده زمانی رخ خواهد داد که اختلف راه آن‌ها برابر مضرب صحیحی از طول موج باشد (معادله براگ) یعنی: .... ,' d   = a Sin θ    = n 'λ , n   = ۰ , +-۱ , +- ۲
برای دو مرکز پراکننده، شدت به آرامی بین صفر وقتی که (d=(n+1/2)λ) و یک مقدار بیشینه وقتی که (d=nλ) تغییر می‌کند. شکل زیر نمونه‌ای از شدت پراش یافته را بر حسب زاویه فرودی نشان می‌دهد.

## بررسی کمی :LEED
همان‌طور که در بخش قبل دیده شد، اطلعاتی نظیر تناوب و تقارن سطح را می‌توان از روی الگوی پراش LEED به دست آورد؛ ولی برای به دست آوردن اطلعات دقیق تری همچون موقعیت اتم‌ها در سطح، بایستی به آنالیز کمی LEED متوسل شد.
این روش، اندازه‌گیری شدت پرتوهای پراش یافته بر حسب تابعی از انرژی نقاط روشن و نیز برازش منحنی (fitting) آن با منحنی حاصل از مدلسازی رایانه‌ای سطح مورد نظر، را شامل می‌شود. اگر برازش مناسبی
حاصل نشد، ساختار مدل را تغییر می‌دهند تا نهایتاً برازش مناسبی حاصل شود.
مراحل مدلسازی منحنی I-V به صورت زیر است:
1. ساختاری، مجسم می‌شود. برای مثال می‌توان اتم‌های پراکننده را به صورت کره‌های مجزا در نظر گرفت.
2. پتانسیل برهمکنش الکترون-اتم تعیین می‌گردد. برای حالت خاص اتم‌های کروی می‌توان تقریب موسوم به پتانسیل موفین-تین را به عنوان پتانسیل اندرکنشی استفاده کرد. این تقریب، پتانسیل اطراف کره‌ها را به صورت کروی و سایر نقاط را ثابت در نظر می‌گیرد.
3. پتانسیل برهمکنش الکترون با سطح و هم چنین پتانسیل درونی(نوعا در حدود ۷۱ الکترون ولت)تعیین می‌شود.
4. سطح مقطع برخورد و تغییر فاز، با استفاده از روابط پراکندگی مکانیک کوانتومی محاسبه می‌شود.
5. شدت‌های پرتو پراش یافته، در یک مدل پراکندگی چندگانه با حل معادله موج شرودینگر محاسبه می‌گردد.
6. نتایج با شازمایش مقایسه می‌شود. در صورت لزوم مراحل دوباره و با فرض ساختار جدید (مثلاً تغییر پتانسیل) شروع می‌گردد تا منحنی مناسبی نظیر منحنی مربوط به آزمایش حاصل شود.

چنانچه محاسبات با دقت بالا انجام شوند، در این صورت پارامترهای ساختاری با دقت بالا توسط LEED به دستخواهند آمد. برای مثال موقعیت‌های اتمی در حد چند ده انگستروم به دست می‌آیند.